# Саараръярви
Саараръярви — озеро на территории Лендерского сельского поселения Муезерского района Республики Карелия.

## Общие сведения
Площадь озера — 1,4 км². Располагается на высоте 254,7 метров над уровнем моря.
Форма озера продолговатая, вытянуто с северо-запада на юго-восток. Берега озера каменисто-песчаные, местами заболоченные.
С востока в озеро впадают два безымянных ручья, вытекающие из заболоченных ламбин.
С юго-западной стороны озера вытекает река Шаори, втекающая в озеро Войдома и далее, по реке Войдома, в озеро Лендерское на реке Лендерка
В озере расположены два достаточно крупных острова без названия: один, более крупный — по центру озера, второй — ближе к южной оконечности озера.
Населённые пункты возле озера отсутствуют.
Код водного объекта в государственном водном реестре — 01050000111102000010786.